# Josip Reić
Josip Reić (født 24. juli 1965 i Split, Jugoslavien) er en kroatisk tidligere roer.
Reić var en del af den jugoslaviske toer med styrmand, der vandt bronze ved OL 1980 i Moskva. Han var styrmand i båden, der blev roet af Duško Mrduljaš og Zlatko Celent. I finalen blev jugoslavernes båd besejret af Østtyskland, der vandt guld, og af Sovjetunionen, der fik sølv. Det var den eneste udgave af OL han deltog i.

## OL-medaljer
- 1980:  Bronze i toer med styrmand